# 외식하는 날 버스킹
《외식하는 날 버스킹》은 SBS F!L에서 방송되었던 예능 프로그램이다.

## 기획 의도
맛있는 음식과 음악만 있으면 어디든 갈 수 있어~ 먹방에 버스킹 공연을 더한 신개념 프로그램이 등장했다! 맛있는 음식에 노래를 더하면? 그 맛은 배가 되고 즐거움은 최고가 된다! 그래서! 외식하는 날, 김준현이 기타를 메고 나섰다! 그 어디에서도 볼 수 없던 먹방과 버스킹의 환상 콜라보레이션!

## 방송 시간
| 방송 채널 | 방송 기간                        | 방송 시간     |
| --------- | -------------------------------- | ------------- |
| SBS F!L   | 2022년 8월 2일 ~ 2022년 10월 4일 | 화요일 밤 9시 |

## 출연자
- 김준현
- 이명훈

## 방영 목록

### 2022년
| 회차 | 방송일   | 촬영 장소                   | 대표 메뉴          | 게스트 |
| ---- | -------- | --------------------------- | ------------------ | ------ |
| 1회  | 8월 2일  | 경기도 시흥시 물왕동        | 주꾸미 볶음        | 영탁   |
| 2회  | 8월 9일  | 서울특별시 서초구 방배동    | 랍스터 조갈찜      | 김동완 |
| 3회  | 8월 16일 | 인천광역시 연수구 동춘동    | 코다리 해물 조림   | 정인   |
| 4회  | 8월 23일 | 서울특별시 용산구 한강로3가 | 군통 바비큐 플래터 | 예성   |
| 5회  | 8월 30일 | 서울특별시 송파구 문정동    | 편백찜             | 신용재 |
| 6회  | 9월 6일  | 경기도 성남시 분당구 야탑동 | 숙성 돼지고기구이  | 환희   |
| 7회  | 9월 13일 | 경기도 수원시 팔달구 인계동 | 파히타 타코 플래터 | 김태우 |
| 8회  | 9월 20일 | 경기도 안양시 만안구 안양동 | 생 돼지갈비        | 이영현 |
| 9회  | 9월 27일 | 서울특별시 마포구 용강동    | 소 내장구이        | 김용준 |
| 10회 | 10월 4일 | 서울특별시 영등포구 문래동  | 양다리 바비큐      | 김원준 |

## 같이 보기
- 《밥은 먹고 다니냐?》 (SBS Plus)